# Coelioxys gilensis
Coelioxys gilensis là một loài Hymenoptera trong họ Megachilidae. Loài này được Cockerell mô tả khoa học năm 1896.